# 卡拉喬克拉克河
卡拉喬克拉克河（烏克蘭語：Карачокрак），是烏克蘭的河流，位於該國東南部，屬於第聶伯河的支流，發源自新霍里夫卡以東，流經扎波羅熱州，河口處在瓦西里夫卡北部附近，河道全長34公里。